# Marcos Maynard
Marcos Macedo Maynard de Araújo, nasceu em São Paulo em 30 de dezembro de 1949 é um advogado, produtor musical e músico brasileiro.
Foi tecladista das bandas Kris Kringle (1971), Lee Jackson (1972-1979) e já atuou como produtor da Phillips (que mais tarde tornou-se Polygram), diretor do Departamento Internacional da CBS (hoje Sony Music), diretor da A&R (Artistas e Repertórios), presidente da Sony no México e da Polygram, e presidente da Abril Music. Atualmente tem a sua própria gravadora, a Maynard Music desde 2004. 
É conhecido por ter lançado bandas e artistas, como RPM, Balão Mágico, Dominó, Rosana, Ritchie, Rádio Táxi e Metrô.